# Oblast' di Leningrado
L'oblast' di Leningrado (in russo Ленинградская область?, Leningradskaja Oblast') è un'oblast' della Russia, ed è situata nella parte nordoccidentale della Russia europea, nel distretto Nordoccidentale.
Il territorio dell'oblast' circonda completamente la città federale di San Pietroburgo, che costituisce un'entità amministrativa autonoma di pari livello.

## Storia
L'oblast', storicamente conosciuta come Ingria (fino al 1927), fu rinominata "di Leningrado", in concomitanza con la ridenominazione di Pietroburgo in Leningrado, in onore del rivoluzionario Vladimir Lenin, e ancor oggi mantiene questo nome nonostante la città di Leningrado nel 1991 abbia riacquistato il vecchio nome di San Pietroburgo.
L'oblast' racchiude entro i suoi confini anche la parte della Carelia che fu ceduta nel 1940 dalla Finlandia in seguito alla Guerra d'inverno e la città di Ivangorod, staccata dalla città estone di Narva, nel dopoguerra, dai sovietici.

## Geografia fisica

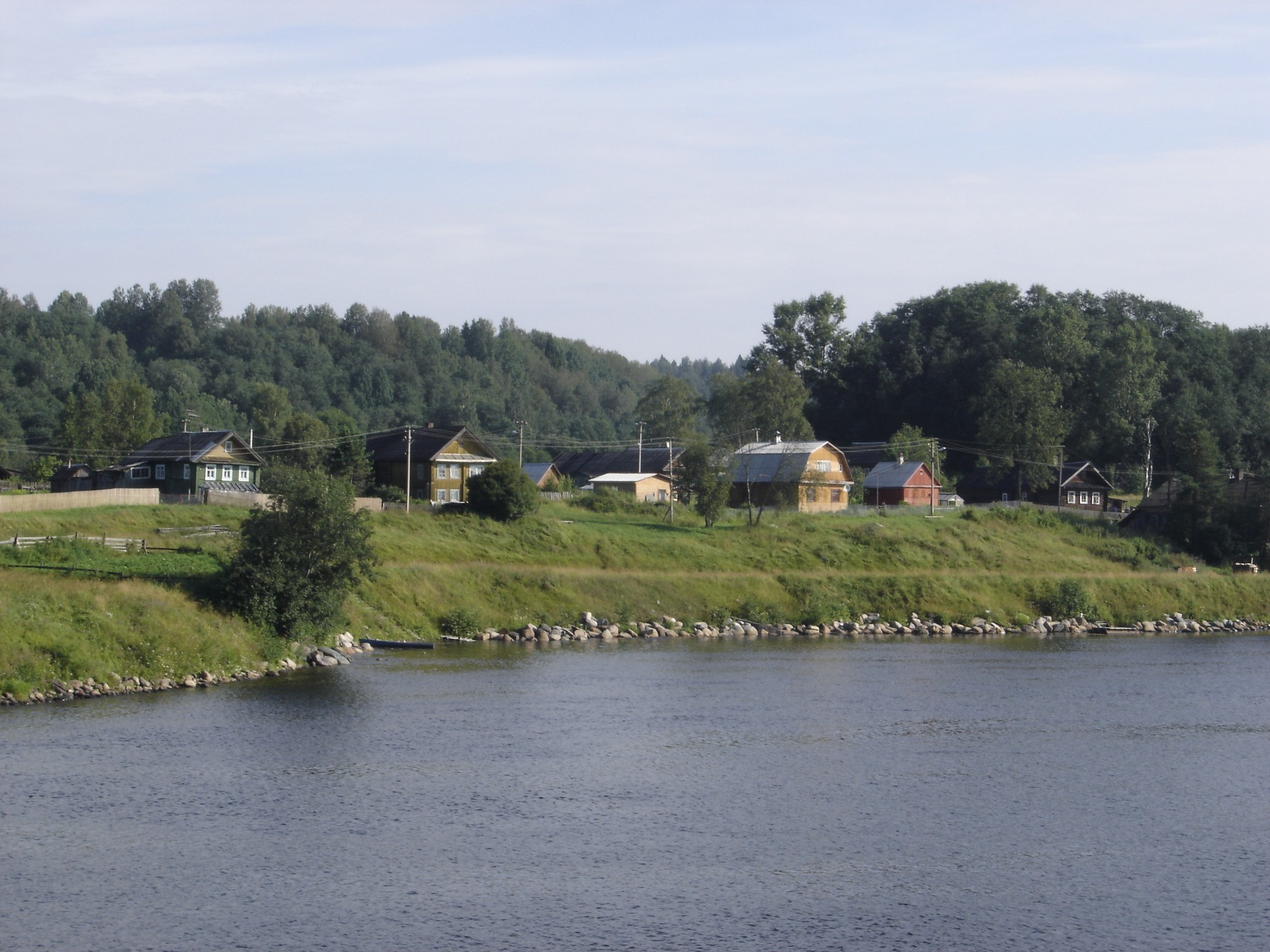
Paesaggio nella parte centrale della oblast.

La oblast' di Leningrado si estende su una sezione della Russia nordoccidentale della quale occupa l'intera fascia costiera baltica; il territorio confina con la Finlandia e con l'Estonia. Il suo territorio è prevalentemente pianeggiante. Nelle zone pianeggianti, a causa dell'abbondanza di acqua e alle difficoltà di drenaggio, si estendono vaste paludi. Molto importanti nel panorama geografico della oblast' sono i laghi, che si estendono per una percentuale rilevante del territorio; è compreso parzialmente nei confini della oblast' il maggior lago d'Europa, il Ladoga, che occupa circa 10 000 chilometri quadrati entro i confini regionali.
Dal punto di vista idrografico la oblast' di Leningrado tributa al mar Baltico. Il maggior corso d'acqua è la Luga, lungo circa 350 chilometri, che scorre nella parte sud del territorio; un altro fiume importante è la Neva, il fiume di San Pietroburgo, che seppure di modesta lunghezza (74 km) costituisce il tratto terminale di un bacino idrografico di più di 280 000 km² che include i laghi Ladoga e Onega.
La oblast' ha un clima tendenzialmente continentale, in cui però si fanno spesso sentire gli influssi atlantici che, anche in pieno inverno, possono portare masse di aria mite e umida che provoca improvvisi rialzi termici e occasionali disgeli; le temperature medie di gennaio, il mese invernale più freddo, sono di circa -7 °C, mentre le medie termiche estive sono intorno ai 15-16 °C. Il territorio appartiene interamente al dominio della taiga, la foresta boreale composta prevalentemente da conifere (pini e abeti) e betulle.

## Geografia antropica

### Suddivisioni amministrative

#### Rajon
La oblast' di Leningrado comprende 17 rajon (fra parentesi il capoluogo; sono indicati con un asterisco i capoluoghi non dipendenti dal rajon ma posti sotto la diretta giurisdizione della oblast'. Il numero a fianco indica il riferimento nella mappa):
- Boksitogorskij (Boksitogorsk*) - 1
- Gatčinskij (Gatčina*) - 6
- Kingiseppskij (Kingisepp*) - 7
- Kirišskij (Kiriši*) - 8
- Kirovskij (Kirovsk*) - 9
- Lodejnopol'skij (Lodejnoe Pole*) - 10
- Lomonosovskij (Lomonosov) - 11
- Lužskij (Luga*) - 12
- Podporožskij (Podporož'e*) - 13
- Priozerskij (Priozersk*) - 14
- Slancevskij (Slancy*) - 15
- Tichvinskij (Tichvin*) - 16
- Tosnenskij (Tosno*) - 17
- Volchovskij (Volchov*) - 3
- Volosovskij (Volosovo) - 2
- Vsevoložskij (Vsevoložsk*) - 4
- Vyborgskij (Vyborg*) - 5

#### Città
I centri abitati della oblast' che hanno lo status di città (gorod) sono 31 (in grassetto le città sotto la diretta giurisdizione della oblast', che costituiscono una divisione amministrativa di secondo livello):
- Boksitogorsk
- Gatčina
- Ivangorod
- Kamennogorsk
- Kingisepp
- Kiriši
- Kirovsk
- Kommunar
- Ljuban'
- Lodejnoe Pole
- Luga

- Nikol'skoe
- Novaja Ladoga
- Otradnoe
- Pikalëvo
- Podporož'e
- Primorsk
- Priozersk
- Sertolovo
- Slancy
- Šlissel'burg
- Sosnovyj Bor

- Svetogorsk
- Sjas'stroj
- Tichvin
- Tosno
- Volosovo
- Volchov
- Vsevoložsk
- Vyborg
- Vysock

La città di San Pietroburgo, secondo centro urbano per importanza della Federazione russa e capoluogo della oblast' di Leningrado, non è tuttavia compresa all'interno dei confini della oblast' ma forma un'unità amministrativa a sé stante.

#### Insediamenti di tipo urbano
I centri urbani con status di insediamento di tipo urbano sono invece 32 (al 1º gennaio 2010):
- Bol'šaja Ižora
- Budogošč'
- Družnaja Gorka
- Dubrovka
- Efimovskij
- Fornosovo
- imeni Morozova
- imeni Sverdlova
- Krasnyj Bor
- Kuz'molovskij
- Kuznečnoe

- Lebjaž'e
- Lesogorskij
- Mga
- Nazija
- Nikol'skij
- Pavlovo
- Priladožskij
- Rach'ja
- Rjabovo
- Roščino
- Sinjavino

- Siverskij
- Sovetskij
- Svir'stroj
- Tajcy
- Tolmačëvo
- Toksovo
- Ul'janovka
- Važiny
- Voznesen'e
- Vyrica